# Nederland Eén!
Nederland Eén! was een Groot-Nederlandse beweging in Vlaanderen tijdens de Tweede Wereldoorlog die binnen het VNV als zweepgroepering trachtte de aanhangers van de Groot-Nederlandse gedachte te bundelen (in de statuten van het VNV stond dat streven nl. vastgelegd), het nationaalsocialisme in te dammen en om te buigen in een Diets-solidarisme. Zij verkreeg morele steun van Hendrik Elias maar dat was niet genoeg om de meeste aanhangers (vaak ex-Verdinaso-leden) de overstap naar het verzet te doen nemen. Contact met medestanders in Nederland is er nooit geweest daar de grens tussen België en Nederland uiterst streng bewaakt werd, juist om een Groot-Nederlandse reflex (naast smokkel) tegen te gaan.
Drijvende krachten achter de beweging waren Alfons Mares, een discipel van Jules Callewaert, en Walter Bouchery.
Na de Tweede Wereldoorlog werd de beweging als vermeend conservatief-revolutionair vertrappeld tijdens de repressie en de epuratie.
Er zijn weinig bronnen overgeleverd over de beweging. Duidelijk is dat zij hevig agiteerde binnen het VNV en vervolgd werd door de Duitse bezetter. 
De persoon August De Wilde, voormalig prominent mandataris bij het VNV, was onder het pseudoniem "Marnix" het meest actieve lid.